# 마이나비 여자오픈

마이나비 여자오픈(マイナビ女子オープン)은 마이나비 주최의 쇼기 기전이다. 도전기 형식의 여류 타이틀전(백령전, 청려전, 마이나비 여자오픈, 여류왕좌전, 여류명인전, 여류왕위전, 여류왕장전, 쿠라시키토우카전) 중 하나로, 타이틀 칭호는 여왕(女王)이다. 우승상금 500만엔으로 여류기전 중 청려전에 이어 3번째로(여류왕좌전과 동일) 상금이 높은 기전이다.

## 개요
"주간쇼기(週刊将棋)"지에 의해 20년간 개최되어 왔던 여류공식기전 "레이디스 오픈 토너먼트"를 타이틀전으로 발전확대하여 2007년에 창설되었다. 여류 타이틀전 중 최초의 여성 장려회원 및 아마추어도 참가할 수 있는 오픈기전이다. 타이틀 칭호는 "여왕"으로 팬 공모를 통하여 결정되어, 제1기 전야제에서 발표되었다.

## 방식
예비예선에 해당하는 "챌린지매치", 예선, 본선을 통해 도전자를 선발하여, 도전자와 여왕의 5번기 승자가 차기 여왕이 된다. 시드 자격은 오로지 본 기전의 성적에 의해서만 결정되고, 타이틀 보유자라 하더라도 규정된 성적을 만족하지 못하면 챌린지매치부터 출전하게 된다.

### 챌린지매치
아마추어 출전자를 선발하는 예비예선으로, 규정된 성적을 거두지 못한 일부 여류기사도 같이 출전한다. 2패 탈락제의 토너먼트 방식으로 하루에 모든 경기가 치러진다. 비공식전으로 취급되기 때문에 여류기사가 참가하게 되더라도 통산 공식전 전적에는 포함되지 않는다. 출전 대상자는 아래와 같다.
- 3급 이하의 여성 장려회원
- 여성 연수회원
- 쇼기도장, 교실, 보급지도원 등으로부터 유단자의 기력을 인정받은 아마추어 여성
- 3회 연속 예선 첫 판에서 탈락한 여류기사
- 챌린지매치를 통과하여 올라갔으나 당해 기수를 포함하여 2회 연속 예선 첫 판에서 탈락한 여류기사

제한시간은 각 15분에 30초 초읽기이다.

### 예선
본선 시드자를 제외한 모든 현역 여류기사, 참가를 희망하는 2급 이상의 여성 장려회원, 챌린지매치 통과자가 참가하여 싱글 엘리미네이션 토너먼트 방식으로 진행된다. 공개대국으로 하루에 모든 경기가 치러지며, 팬들이 자기가 원하는 대국에 소정의 금액을 내고 후원자가 될 수 있다. 제한시간은 각 30분에 1분 초읽기이다. 예선이 종료되면 본선진출자들이 그 자리에서 직접 본선 대진 공개추첨회를 진행한다.

### 본선
전기 4강 진출자(전기 타이틀홀더 포함) 및 예선 통과자 도합 16명이 참가하여 싱글 엘리미네이션 토너먼트 방식으로 진행된다. 우승자는 여왕에의 도전권을 획득하게 된다.
=== 도전기 === \
여왕과 도전자가 5번기를 두어서 승자가 차기 여왕이 된다. 제한시간은 각 3시간에 1분 초읽기이다.

## 영세칭호
여왕 타이틀을 연속 5기 또는 통산 7기 획득할 경우 "영세여왕(永世女王)"의 칭호가 주어진다.

## 역대 결승 결과
※ 전적은 우승자 기준으로 O = 승, X = 패, 千 = 천일수, 持 = 지쇼기를 나타낸다.
| 기 | 연도 | 우승자          | 전적  | 준우승자      | 비고                                     |
| -- | ---- | --------------- | ----- | ------------- | ---------------------------------------- |
| 1  | 2008 | 야우치 리에코   | OXOO  | 카이 토모미   | 본선토너먼트 결승진출자끼리 5번기를 진행 |
| 2  | 2009 | 야우치 리에코   | OOO   | 이와네 시노부 |                                          |
| 3  | 2010 | 카이 토모미     | OOO   | 야우치 리에코 |                                          |
| 4  | 2011 | 우에다 하츠미   | OOO   | 카이 토모미   |                                          |
| 5  | 2012 | 우에다 하츠미   | OOO   | 하세가와 유키 |                                          |
| 6  | 2013 | 사토미 카나     | OOO   | 우에다 하츠미 |                                          |
| 7  | 2014 | 카토 모모코     | OXOO  | 사토미 카나   |                                          |
| 8  | 2015 | 카토 모모코     | OOXO  | 우에다 하츠미 |                                          |
| 9  | 2016 | 카토 모모코     | OXOO  | 무로야 유키   |                                          |
| 10 | 2017 | 카토 모모코     | OOO   | 우에다 하츠미 |                                          |
| 11 | 2018 | 니시야마 토모카 | XOOO  | 카토 모모코   |                                          |
| 12 | 2019 | 니시야마 토모카 | OOXO  | 사토미 카나   |                                          |
| 13 | 2020 | 니시야마 토모카 | XOXOO | 카토 모모코   |                                          |
| 14 | 2021 | 니시야마 토모카 | XOOXO | 이토 사에     |                                          |

### 내용주
1. ↑  2019년 현재 여류 타이틀전 중에서는 본 기전 외에 2011년 창설된 여류왕좌전이 오픈기전 형식이다.
2. ↑  단, 아마추어라 하더라도 전기 본선 진출자는 예선부터 참가하게 된다.
3. ↑  2019년 현재 1,2회전은 인당 15000엔, 결승은 인당 13000엔을 내고 후원자가 될 수 있으며, 후원자에게는 대국자와 사진촬영, 특별석에서 대국 관람 등의 특전이 주어진다.[4][5]